# Tim Cornelisse
Tim Cornelisse (Alkmaar, 3 de Abril de 1978) é um futebolista holandês.